# サラド川 (メキシコ)
サラド川（サラドがわ、）はメキシコ北部を流れる、リオグランデ川の支流。流域はコアウイラ州、ヌエボ・レオン州、タマウリパス州の北部を占める。
サラド川はコアウイラ州内のシエラ・マドレ・オリエンタルから流れ出し、東北東へ流れる。ベヌスティアーノ・カランサダムによって形成される貯水池でサビナス川が合流。そこから南東に向きをかえ、ヌエボ・レオン州北部、タマウリパス州北西部を通過。そこでサビナス・イダルゴ川が合流する。それからサラド川はリオグランデ川上のファルコン湖に注ぐ。
サラド川の水は広く灌漑、とくに綿花の栽培に利用されている。